# 德松里
德松里是中華民國高雄市橋頭區的一個里，位於橋頭區北部，包含11個鄰，2021年人口約1783人。
德松里東南與橋頭里為鄰、西連白樹里，北與筆秀里接壤，北以五里林溪為界，東到成功北路，南至樹德路，西至中正路。原名「倒榕仔」、「倒松仔」，不斷改道的五里林溪曾流經本里，舊溪路經德松路38號，沿五林國小圍牆邊繞芋寮村轉北向；日治時溪流在鐵路南巷，往北經頂頭巷直至五里林應公廟而西流，1953年水泥堤防完成後河道始定。本里爲三姓血緣聚落，其中楊姓親族聚居於中正路到德松路的中段；林姓親族聚居於中正路到德松路的北段，劉姓親族則聚居於東側德松路與省道之間。本里信仰中心為德玄宮。